# 沃申 (阿肯色州)
沃申（英語：Worthen）是位於美國阿肯色州波普縣的一個非建制地區。該地的面積和人口皆未知。

## 地理
沃申的座標為35°14′37″N 93°01′22″W / 35.24361°N 93.02278°W，而該地的平均海拔高度為120米（即390英尺）。